# أندرياس باكر
أندرياس باكر (بالنرويجية البوكمول: Andreas Backer)‏ هو صحفي نرويجي، ولد في 30 مايو 1895 في توكه في النرويج، وتوفي في 10 أغسطس 1975.